# Quelneuc
Quelneuc is een plaats en voormalige gemeente in het Franse departement Morbihan in de regio Bretagne en telt 528 inwoners (2004). De plaats maakt deel uit van het arrondissement Vannes.

## Geschiedenis
Op 1 januari 2017 werd Quelneuc opgeheven en aan de gemeente Carentoir toegevoegd, waarvan het de status van commune déléguée kreeg.

## Geografie
De oppervlakte van Quelneuc bedraagt 13,85 km², de bevolkingsdichtheid is 38,0 inwoners per km².
De onderstaande kaart toont de ligging van Quelneuc met de belangrijkste infrastructuur en aangrenzende gemeenten.

## Demografie
Onderstaande figuur toont het verloop van het inwonertal.

## Sport
In Quelneuc werden de eerste twee veldritten verreden in de Coupe de France de cyclo-cross 2023.